# 世界自転車選手権男子シクロクロス歴代優勝者
世界自転車選手権男子シクロクロス歴代優勝者 は1950年より開催されている世界選手権自転車競技大会シクロクロス男子エリート部門(英: UCI Cyclo-cross World Championships – Men's elite race)の優勝者及び3位までに入賞した選手を一覧にしたものである。

なお、女子種目については、

## 歴代優勝者＆入賞者
| 年   | 優勝                              | 2位                            | 3位                            |
| 1950 | ジャン・ロビック                  | ロジェ・ロンドー               | ピエール・ジョデ               |
| 1951 | ロジェ・ロンドー                  | アンドレ・デュフレス           | ピエール・ジョデ               |
| 1952 | ロジェ・ロンドー(2)               | アンドレ・デュフレス           | アルベルト・マイアー           |
| 1953 | ロジェ・ロンドー(3)               | ジルベール・ボヴァン           | アンドレ・デュフレス           |
| 1954 | アンドレ・デュフレス              | ピエール・ジョデ               | ハンス・ビーリ                 |
| 1955 | アンドレ・デュフレス(2)           | ハンス・ビーリ                 | アメリゴ・セヴェリーニ         |
| 1956 | アンドレ・デュフレス(3)           | ジョルジュ・ムュニエ           | エミーレ・プラットナー         |
| 1957 | アンドレ・デュフレス(4)           | フィルマン・ファンケルブルク   | ジョルジュ・ムュニエ           |
| 1958 | アンドレ・デュフレス(5)           | アメリゴ・セヴェリーニ         | ロルフ・ヴォルフショール       |
| 1959 | レナト・ロンゴ                    | ロルフ・ヴォルフショール       | アメリゴ・セヴェリーニ         |
| 1960 | ロルフ・ヴォルフショール          | アルノルト・フンガーブーラー   | ロベール・オブリ               |
| 1961 | ロルフ・ヴォルフショール(2)       | レナト・ロンゴ                 | アンドレ・デュフレス           |
| 1962 | レナト・ロンゴ(2)                 | モリス・ガンドルフォ           | アンドレ・デュフレス           |
| 1963 | ロルフ・ヴォルフショール(3)       | レナト・ロンゴ                 | アンドレ・デュフレス           |
| 1964 | レナト・ロンゴ(3)                 | ロジェ・デクレルク             | ジョセフ・マウ                 |
| 1965 | レナト・ロンゴ(4)                 | ロルフ・ヴォルフショール       | アメリゴ・セヴェリーニ         |
| 1966 | エリック・デフラミンク            | ヘルマン・グレーテナー         | ロルフ・ヴォルフショール       |
| 1967 | レナト・ロンゴ(5)                 | ロルフ・ヴォルフショール       | ヘルマン・グレーテナー         |
| 1968 | エリック・デフラミンク(2)         | ヘルマン・グレーテナー         | ミシェル・プルシャ             |
| 1969 | エリック・デフラミンク(3)         | ロルフ・ヴォルフショール       | レナト・ロンゴ                 |
| 1970 | エリック・デフラミンク(4)         | アルベール・ファンダム         | ロルフ・ヴォルフショール       |
| 1971 | エリック・デフラミンク(5)         | アルベール・ファンダム         | ルネ・デクレルク               |
| 1972 | エリック・デフラミンク(6)         | ロルフ・ヴォルフショール       | ヘルマン・グレーテナー         |
| 1973 | エリック・デフラミンク(7)         | アンドレ・ウィルヘルム         | ロルフ・ヴォルフショール       |
| 1974 | アルベール・ファンダム            | ロジェ・デフラミンク           | ペーター・フリッシュクネヒト   |
| 1975 | ロジェ・デフラミンク              | アルベルト・ツヴァイフェル     | ペーター・フリッシュクネヒト   |
| 1976 | アルベルト・ツヴァイフェル        | ペーター・フリッシュクネヒト   | アンドレ・ウィルヘルム         |
| 1977 | アルベルト・ツヴァイフェル(2)     | ペーター・フリッシュクネヒト   | エリック・デフラミンク         |
| 1978 | アルベルト・ツヴァイフェル(3)     | ペーター・フリッシュクネヒト   | クラウスペーター・タラー       |
| 1979 | アルベルト・ツヴァイフェル(4)     | ジユ・ブラゼ                   | ロベール・ヴァルメール         |
| 1980 | ローラン・リボトン                | クラウスペーター・タラー       | ハニー・スタムスナイダー       |
| 1981 | ハニー・スタムスナイダー          | ローラン・リボトン             | アルベルト・ツヴァイフェル     |
| 1982 | ローラン・リボトン(2)             | アルベルト・ツヴァイフェル     | ハニー・スタムスナイダー       |
| 1983 | ローラン・リボトン(3)             | アルベルト・ツヴァイフェル     | クラウスペーター・タラー       |
| 1984 | ローラン・リボトン(4)             | ハニー・スタムスナイダー       | アルベルト・ツヴァイフェル     |
| 1985 | クラウスペーター・タラー          | アドリ・ファンデルプル         | クロード・ミシェリ             |
| 1986 | アルベルト・ツバイフェル(5)       | パスカル・リシャール           | ハニー・スタムスナイダー       |
| 1987 | クラウスペーター・タラー(2)       | ダニー・デビー                 | クリストフ・ラヴェンヌ         |
| 1988 | パスカル・リシャール              | アドリ・ファンデルプル         | ベアト・ブロイ                 |
| 1989 | ダニー・デビー                    | アドリ・ファンデルプル         | クリストフ・ラヴェンヌ         |
| 1990 | ヘンク・バールス                  | アドリ・ファンデルプル         | ブリュノ・ルブラ               |
| 1991 | ラドミル・シムネック              | アドリ・ファンデルプル         | ブリュノ・ルブラ               |
| 1992 | ミケ・クルーゲ                    | カルル・カムルダ               | アドリ・ファンデルプル         |
| 1993 | ドミニク・アルノー                | ミケ・クルーゲ                 | ウィム・デフォス               |
| 1994 | ポール・ヘライヘルス              | リハルト・フルネンダール       | エルウィン・フェルヴェッケン   |
| 1995 | ディーター・ルンケル              | リハルト・フルネンダール       | ベアト・ヴァベル               |
| 1996 | アドリ・ファンデルプル            | ダニエーレ・ポントーニ         | ルカ・ブラマティ               |
| 1997 | ダニエーレ・ポントーニ            | トマス・フリッシュクネヒト     | ルカ・ブラマティ               |
| 1998 | マリオ・デクレルク                | エルウィン・フェルヴェッケン   | ヘンリック・ドェルニス         |
| 1999 | マリオ・デクレルク(2)             | エルウィン・フェルヴェッケン   | アドリ・ファンデルプル         |
| 2000 | リハルト・フルネンダール          | マリオ・デクレルク             | スヴェン・ネイス               |
| 2001 | エルウィン・フェルヴェッケン      | ペトル・ドラスク               | マリオ・デクレルク             |
| 2002 | マリオ・デクレルク(3)             | トム・ファンノペン             | スヴェン・ネイス               |
| 2003 | バルト・ウェレンス                | マリオ・デクレルク             | エルウィン・フェルヴェッケン   |
| 2004 | バルト・ウェレンス(2)             | マリオ・デクレルク             | スヴェン・ファントフレンハウト |
| 2005 | スヴェン・ネイス                  | エルウィン・フェルヴェッケン   | スヴェン・ファントフレンハウト |
| 2006 | エルウィン・フェルヴェッケン(2)   | バルト・ウェレンス             | フランシス・ムレ               |
| 2007 | エルウィン・フェルヴェッケン(3)   | ジョナサン・ページ             | エンリコ・フランツォーイ       |
| 2008 | ラース・ボーム                    | ズデネク・シュティバル         | スヴェン・ネイス               |
| 2009 | ニールス・アルベルト              | ズデネク・シュティバル         | スヴェン・ネイス               |
| 2010 | ズデネク・シュティバル            | クラース・ヴァントルノウト     | スヴェン・ネイス               |
| 2011 | ズデネク・シュティバル(2)         | スヴェン・ネイス               | ケヴィン・パウウェルス         |
| 2012 | ニールス・アルベルト(2)           | ロブ・ペータース               | ケヴィン・パウウェルス         |
| 2013 | スヴェン・ネイス(2)               | クラース・ヴァントルノウト     | ラルス・ファン・デル・ハール   |
| 2014 | ズデネク・シュティバル(3)         | スヴェン・ネイス               | ケヴィン・パウウェルス         |
| 2015 | マチュー・ファン・デル・プール    | ワウト・ファン・アールト       | ラルス・ファン・デル・ハール   |
| 2016 | ワウト・ファン・アールト          | ラルス・ファン・デル・ハール   | ケヴィン・パウウェルス         |
| 2017 | ワウト・ファン・アールト(2)       | マチュー・ファン・デル・プール | ケヴィン・パウウェルス         |
| 2018 | ワウト・ファン・アールト(3)       | マイケル・ファントーレンハウト | マチュー・ファン・デル・プール |
| 2019 | マチュー・ファン・デル・プール(2) | ワウト・ファン・アールト       | トーン・アールツ               |
| 2020 | マチュー・ファン・デル・プール(3) | トム・ピドコック               | トーン・アールツ               |
| 2021 | マチュー・ファン・デル・プール(4) | ワウト・ファン・アールト       | トーン・アールツ               |
| 2022 | トム・ピドコック                  | ラルス・ファン・デル・ハール   | エリ・イゼルビット             |
| 2023 | マチュー・ファン・デル・プール(5) | ワウト・ファン・アールト       | エリ・イゼルビット             |

## 優勝回数
| 勝利数 | 選手名・国                           | 年                                       |
| ------ | ------------------------------------ | ---------------------------------------- |
| 7      | エリック・デ・フラーミンク (BEL)     | 1966, 1968, 1969, 1970, 1971, 1972, 1973 |
| 5      | André Dufraisse (FRA)                | 1954, 1955, 1956, 1957, 1958             |
| 5      | Renato Longo (ITA)                   | 1959, 1962, 1964, 1965, 1967             |
| 5      | Albert Zweifel (SUI)                 | 1976, 1977, 1978, 1979, 1986             |
| 5      | マチュー・ファン・デル・プール (NED) | 2015, 2019, 2020, 2021, 2023             |
| 4      | Roland Liboton (BEL)                 | 1980, 1982, 1983, 1984                   |
| 3      | Roger Rondeaux (FRA)                 | 1951, 1952, 1953                         |
| 3      | Rolf Wolfshohl (GER)                 | 1960, 1961, 1963                         |
| 3      | Mario De Clercq (BEL)                | 1998, 1999, 2002                         |
| 3      | エルウィン・フェルヴェッケン (BEL)   | 2001, 2006, 2007                         |
| 3      | ズデネク・シュティバル (CZE)         | 2010, 2011, 2014                         |
| 3      | ワウト・ファン・アールト (BEL)       | 2016, 2017, 2018                         |
| 2      | Klaus-Peter Thaler (GER)             | 1985, 1987                               |
| 2      | バルト・ウェレンス (BEL)             | 2003, 2004                               |
| 2      | ニールス・アルベルト (BEL)           | 2009, 2012                               |
| 2      | スヴェン・ネイス (BEL)               | 2005, 2013                               |